# Uwe Müller (Autor)
Uwe Müller (* 1960 in Bad Neustadt an der Saale) ist ein deutscher Autor.
Müller begann zunächst eine Dachdeckerlehre, musste sich aber nach einem Berufsunfall 1975 anderweitig orientieren und wurde Verwaltungsangestellter. Als sein Debütroman Der Turm 1992 bei Piper erschien, arbeitete Müller beim Landratsamt Rhön-Grabfeld. Der Verlag kommentierte damals im Klappentext:

„Dieser erste Roman aus der Perspektive eines Behinderten bricht ein Tabu und revidiert das Bild, das ‚Gesunde‘ von Rollstuhlfahrern haben, aufs gründlichste.“

## Der Turm

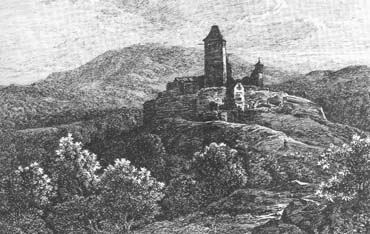
Der Schauplatz auf einer Radierung von 1835

Das Buch zeigt nicht nur Bezüge zur Biographie des Autors. Auch die geographischen Gegebenheiten lassen sich in der Realität wiederfinden: Bei dem im Buchtitel genannten Turm handelt es sich um den zum Aussichtsturm umgebauten Bergfried der Ruine Lichtenburg bei Ostheim vor der Rhön, ein über dreißig Meter hohes Bauwerk, das für die Öffentlichkeit zugänglich ist – nicht aber für die beiden Protagonisten des Romans, Peter und Robert, die Para- beziehungsweise Tetraplegiker sind. Den Gedanken, die 119 Stufen des Turms im Rollstuhl zu erklimmen, hat ursprünglich Peter gefasst. Seine bewegte Biographie umfasst eine Kindheit in schwierigen Familienverhältnissen, einen Gefängnisaufenthalt nach dem Mord an seinem Vater, verschiedene gescheiterte Beziehungen und vor allem immer wieder Kämpfe mit sich selbst. Peter projiziert seine Schwierigkeiten und Probleme nach außen, er gibt sich als Kämpfer, Gewinner und Rekordbrecher, ist aber nicht in der Lage, auf anderen Wegen etwa zwischenmenschliche Konflikte zu lösen. Nachdem er sich mit seiner Lebensgefährtin Hanna, einem ehemaligen Callgirl, entzweit hat, spielt er mit dem Gedanken, seinem Leben ein Ende zu setzen, schafft es aber nicht, sich zu erschießen. Stattdessen nimmt er die Herausforderung des Turmes an:

„Peter sah sich an einem Punkt, an dem er nicht mehr umkehren konnte. Nicht nur wegen des Zorns, der in ihm tobte, sondern weil er den Kampf gegen das Leben verloren hatte. […] Peter hatte Angst vor dem Sterben, aber noch mehr Angst, sich vor Robert zu blamieren.“

„Peter, der Sieger, wollte nicht vor dem Kampf mit dem Tod kneifen, aber die freie Entscheidung darüber hatte ihm Robert jetzt abgenommen.“

Denn Robert, sein bester Freund, hat sich spontan angeschlossen, als er von Peters Plan erfuhr. Während Peter inzwischen schwankt, ob er die Aktion als Gelegenheit zu einem spektakulären Selbstmord oder als sportliche Herausforderung, deren Bewältigung ihm neue Kräfte schenken kann, ansehen soll, will Robert zunächst nur eins: „zu Rosa“, seiner vor kurzer Zeit bei einem Verkehrsunfall ums Leben gekommenen Partnerin. Doch schon auf den ersten Metern bis zum Turm entspinnt sich ein Konkurrenzkampf: Peter, durch Alkoholmissbrauch nicht in Bestform, will es nicht zulassen, dass der stärker beeinträchtigte, aber besser trainierte  „Tetra“ ihn übertrumpft. Robert hingegen hegt den berechtigten Verdacht, dass Peter ihn gar nicht in den Turm mitnehmen will, und wird außerdem von seiner Eifersucht auf die „Luxusquerschnitte“ getrieben: 

„Immer waren die Paras den Tetras einen Schritt voraus, mit ihrer Fingerbeweglichkeit. Luxusquerschnitte. Aber diesmal nicht, meine Herrn! dachte Robert. Immer waren sie den Tetras voraus. Sie werden in den Rollstuhl gesetzt und können sich schon innerhalb von zwei Wochen wieder anziehen. Gute Tetras wie ich brauchen immerhin zwei Jahre, um das Anziehen wieder zu lernen. Und noch mal zwei Jahre, bis ich mir mein Kondom kleben konnte, ohne dass ich nur die Hosen vollpisste. Und wie unendlich lange hat es gedauert, bis ich lernte, mir mit den toten Fingern die Abführzäpfchen in den Arsch zu schieben? Worin meine Finger überall gewühlt haben? Mir wird heute noch übel, denke ich daran zurück! Ich könnte kotzen bei der Erinnerung!“

„Aber diesmal nicht, meine Herrn!“

Als die beiden Männer endlich in den Turm, der gerade wegen Instandsetzungsarbeiten geschlossen ist, vorgedrungen sind, und mit den zu erwartenden drastischen Schwierigkeiten kämpfen, treten solche Konkurrenzgedanken jedoch in den Hintergrund. Stufe um Stufe ziehen sie sich die Treppen hinauf, bis sie nach mehreren Stunden, völlig erschöpft, mit blutenden Händen, vom Regenwasser durchnässt und dazu noch nach einem Unfall, dessen Folgen Peter wahrscheinlich ein Auge kosten werden, auf der Aussichtsplattform landen. Inzwischen haben sie sich mit ihrer Vergangenheit und ihren Problemen auseinandergesetzt und sind zu der Erkenntnis gekommen: 

„Ja, unsere Kämpfe gegen Stufen und nicht befahrbare Wege lassen uns die eigentlichen Probleme, die jeden betreffen, behindert oder nicht, zwar sehen, aber sie werden für uns nicht so wichtig, da wir immer noch an unseren Stufen und Bordsteinen hängen.“

„Ja, dieser Turm steht auch für unseren Kampf gegen die Gesellschaft, deren tiefste Überzeugung immer noch ist, dass wir nicht in das saubere öffentliche Bild passen.“

Dieser symbolische Kampf ist mit dieser Erkenntnis aber nicht beendet. Kaum oben angekommen, offenbart Peter Robert, dass er jetzt nicht etwa vorhat, per Notruf Hilfe herbeizuholen und die Strapazen zu beenden, sondern dass er die Aktion erst als geglückt ansehen wird, wenn er den Turm auch wieder aus eigener Kraft verlassen haben wird. Und Robert zieht wieder mit, obwohl für ihn der Rückweg noch schwieriger ist als der Weg nach oben. Doch auch er hat sich so weit in die Wut und den Protest gegen Ausgrenzung und Bevormundung hineingesteigert, dass er, als er auf diesem Rückweg einmal umkippt, nicht einmal das „Hilfsmittel“ eines Holzpfeilers verwenden will, um sich wieder hochzuziehen, sondern darauf besteht, alles nur aus eigener Kraft zu schaffen. 
Schließlich glückt das Unterfangen tatsächlich. Am Ende ihrer Kräfte sitzen die beiden Männer in einem ihrer Autos und warten auf die herbeizitierte Polizei. Nach wie vor sind sie stolz auf ihre Leistung, doch es ist auch deutlich geworden, dass das Unterfangen kaum die Wirkung in der Öffentlichkeit haben kann, die sie sich zeitweise erhofft haben: Vielleicht wird das Erklimmen des Turmes eine Sensation hervorrufen und als Extremsportleistung gewürdigt werden, vielleicht auch einfach als verrückt angesehen werden und hinsichtlich des Umgangs mit Behinderten in der Gesellschaft eher kontraproduktiv wirken. Der Schluss bleibt offen. Ob die beiden Protagonisten ihre Probleme in Zukunft in den Griff bekommen werden oder nicht, lässt sich nicht absehen.

## Rezeption
Auszüge aus dem Werk wurden in Schulbüchern abgedruckt, um die Probleme von Behinderten in der Gesellschaft zu illustrieren und zu einem einfühlsameren Umgang mit Minderheiten anzuregen. Ob tatsächlich, wie verkündet, durch dieses Werk „das Bild, das ‚Gesunde‘ von Rollstuhlfahrern haben, aufs gründlichste“ revidiert wird, ist fraglich. Müllers Roman, als tabubrechende Neuheit angekündigt, ist inzwischen nur noch antiquarisch erhältlich.